# آپشی
آپشی (به لاتین: Apshi) یک منطقهٔ مسکونی در روسیه است که در داغستان واقع شده‌است.